# 格里高利三世 (君士坦丁堡)
格里高利三世牧首（Patriarch Gregory III，？—1459年），姓  或，是东正教在1443–1450年期间的普世牧首。他因提出失败的与罗马天主教合一的方案而著名，这导致他辞去了牧首职务。

## 名字
关于他的生平和牧首任期外界知道的很少。甚至连他的姓也不确定，因为Mammis或Mammas这个姓可能是一种嘲讽的称谓。在普遍不可靠的乔治·斯弗兰齐斯所著的Chronicum Majus（主要编年史）中，记载着他来自克里特岛，他的真实名字是Melissenos。在其他作品中他被称为Melissenos-Strategopoulos.

## 教会生涯
他大约在1420年剃发成为僧侣，被认为担任了约翰八世皇帝的祭司。他是一名和罗马天主教会联合的支持者。他在神学讨论上扮演了一个非常积极的角色。他参与了巴塞尔会议中与罗马的初步谈判，之后陪伴牧首约瑟夫二世去参加费拉拉-佛罗伦萨会议，在那里他也是亚历山大里亚牧首Philotheus的代表。在同样是联合主义者的牧首梅特罗法内斯二世死后，他被选举为新牧首。
格里高利尽最大努力使僧侣、教会高层和普通民众同意在费拉拉-佛罗伦萨达成的协议，结果却是徒劳。他遭到乔治·斯诃拉里奥斯和约翰·尤金尼科斯的反对，他们写了很多反对这场会议的文章。主要的反联合派教士拒绝在他们的教堂中为皇帝祈祷。1450年教会圈里的紧张达到一定程度，以致格里高利离开他的岗位，并于1451年8月到达了罗马。 教宗尼古拉斯五世友善地接待他，在财务上援助他。他被任命为拉丁礼君士坦丁堡宗主教。亲联合派的希腊拉丁占领区仍把他视为君士坦丁堡的合法牧首。

## 遗产
格里高利于1459年在罗马逝世。他被罗马天主教尊为圣人和奇迹创造者。他写了两篇论文驳斥反联合主义的主教马克·尤金尼科斯的作品，其中之一是关于圣灵的来源。他的一些信件被保存，同时有三篇深层次的神学论文：关于无酵饼，关于教宗的首要性 和关于天国的祝福，仍然没有出版过。

## 延伸阅读
Michel Cacouros, ‘Un patriarche à Rome, un katholikos didaskalos au patriarcat et deux donations trop tardives de reliques du seigneur: Grégoire III Mamas et Georges Scholarios, le synode et la synaxis’, 在《拜占庭国家和社会: 纪念尼科斯· 奥依科诺米德》里，编者 Anna Avramea, Angeliki Laiou and E. Chrysos (Athens, 2003), 71-124页
Jonathan Harris, “君士坦丁堡牧首和拜占庭帝国的末日”, 在《在环境和比较中的君士坦丁堡牧首区》里，编者 Christian Gastgeber, Ekaterini Mitsiou, Johannes Preiser-Kapeller and Vratislav Zervan (维也纳: Österreichische Akademie der Wissenschaften, 2017), 9-16页。 978-3-7001-7973-3.

### 腳注
1. ↑  Προκοπίου Τσιμάνη, Από υψηλή σκοπιά οι Πατριάρχαι Κωνσταντινουπόλεως, Αθήνα 1981, τόμ. Α΄, σελ. 55
2. ↑  Nicol, Donald M.  Second. Cambridge: Cambridge University Press. 1993: 371f. ISBN 0-521-43384-3.

### 來源
- Ecumenical Patriarchate
- GREGORY THE CONFESSOR

| 宗教頭銜                   | 宗教頭銜                                    | 宗教頭銜                |
| -------------------------- | ------------------------------------------- | ----------------------- |
| 前任者： 梅特罗法内斯二世  | 君士坦丁堡牧首 1443–1450                    | 繼任者： 阿塔納修斯二世 |
| 天主教會職銜               |                                             |                         |
| 前任者： 弗朗切斯科·康杜默 | — 名义上的 — 君士坦丁堡拉丁宗主教 1453–1459 | 繼任者： 基辅的伊西多尔 |